# Мар'ям
Марія в Ісламі, Марія, Мар'ям, Марйам, Маріам, Марьям, араб. مريم Мар'ям, Марія у перекладах Корану, Мар'ям у перекладі з перської мови «квітка») — мати Ісуса (Іса ібн Маріам), одна з найправедніших й найшанованіших жінок в ісламі, поруч з Фатімою, донькою пророка Мухаммеда, дружиною фараона Асіят, Хадіджею, першою дружиною пророка. Марія є втіленням мусульманок — має покору волі Божій, готова пожертвувати всім для благочестивого й праведного образу життя, практикує релігію молитвою та постом. Через що є популярним власним іменем для ісламських дівчат. На її честь названа коранічна сура № 19, в якій оповідається про чудесне народження Ісуса (пророка Іси) і про його матір Мар'ам (Діва Марія). Її ім'я пов'язане з «віддаванням честі Богові», і вона є єдиною жінкою, яка згадується в Корані на ім'я. У Старому Завіті Марія-Міріам (Мар'ям араб. مريم) — також сестра Аарона (Сура «Мар'ям» 19:28).
Згідно Корану Ісус (Іса) народився чудесним чином без батька з волі Аллаха (Сура «Трапеза» 5:78), що не суперечить християнській теології з огляду на історію християнства перед ісламом, який виник по 612 році від Різдва Христового. Через огульний наклеп та звинувачення Мар'ям матері Іси з боку ізраїльських одноплемінників в «розпусті» та «грісі» Аллах прокляв тих, хто звів наклеп на честь Маріам та розіп'яв Ісу:

|  | За те, що вони не увірували (в Бога), що наклепом жорстоким Мар'ям (Марію) обмовили і сказали: «Воістину, ми убили Месію Ісу (Ісуса Христа), сина Мар'ям (Марії), посланника Аллаха ... воздали їм такою карою (Коран 4:156–157, Сура «Жінки», переклад Ельміра Кулієва) |

Іслам стверджує про непорочне зачаття Ісуса, називаючи Дівою Марією «Мар'ям аль-Азра». Коран також свідчить історію Благовіщення Діви Марії, яке міститься в 3-й Сурі «Сімейства Імрана»:

|  | О, Марія! Воістину, Аллах обрав тебе і зробив чистою, і вибрав тебе над жінками всіх народів світу (…) Бог радісно проголошує це звісткою про Слово від Нього, ім'я якого Месія Іса (Ісус Христос), син Мар'ям, славному в ближньому і останньому світі і з наближених (вірші 42 та 45, перекладені арабістом Юзефом Белявським, 1986 р.) |

Аллах покладав місію виховання свого часу маленької праведної Мар'ям на пророка Закарію:

|  | І з прихильністю великий взяв її Господь, виплекав прекрасною і чистою, призначивши Закарії піклування про неї. І всякий раз, як Закарія заходив в її міхраб, він знаходив перед нею їжу. І він сказав: „Мар'ям! Звідки все це до тебе приходить?“ Вона сказала: „Від Аллаха! Він шле численні дари тому, кому бажає“ (Коран, 3:37) |

Аллах повідомляє про духовну чистоту праведної Мар'ям:

|  | (А також) і Мар'ям, Імрана дочку, яка зберегла цнотливість свою. І Ми від Духа Нашого в неї вдихнули. І істиною визнала вона Слова Господні і Його Писання і стала з тих, хто всім серцем віддані Господу (Коран, 66:12). І ту, яка зберегла цнотливість свою; І Ми від Духа Нашого в неї вдихнули і зробили її та її сина знаменням для всіх світів (Коран, 21:91) |

Як в Корані оповідається про перебіг вагітності Мар'ям:

|  | Вона підійшла до стовбура фінікової пальми, не маючи сил терпіти перейми, і вигукнула: „О якби я померла до цього і була б назавжди забутою!“ Тоді (Іса) кликнув з лона: „Не журися, Твій Господь створив біля тебе струмок (зберігся донині - в «церкві Благовіщення» над джерелом Пресвятої Богородиці у місті Назарет). Так потряси стовбур пальми - на тебе посиплються свіжі фініки. Тепер їж, пий і веселися. Якщо ж побачиш будь-яку людину, то скажи: Воістину я дала Милостивому обітницю мовчання і не стану сьогодні говорити ні з ким. (Коран, 19:23-26) |

Мар'ям праведна (Богородиця) і пророк Іса (Ісус Христос) дуже шановані реальні історичні постаті авраамічної релігії, але не визнається в ісламі їх божественність порівняно з християнством (у значенні Бог Син — Ісус Христос, та Богородиця — Діва Марія).
Але ім'я Марії часто з'являється на мусульманських захисних амулетах (оберегах). Східні християни «руку Фатіми» називають «рукою Марії» (у арабській алхімії означало «ртуть»). Деякі мусульмани здійснюють паломництво до християнських марійних святинь (наприклад, у Фатіму Португалії, до Ліону Франції та ін.).
Релігієзнавець Фрітьоф Шуон сприяв особливому руху вшанування Діви Марії в суфізмі.

## Сура Мар'ям
Дев'ятнадцята сура Корану — «Мар'ям» (в ім'я Аллаха, Милостивого, Милосердного). Ця сура зіслана в Мекку та Медіну (58 і 71 аяти) й складається з 98 аятів (Мекканська).
У цій сурі розповідається про народження Ях'ї (Івана Хрестителя), сина Закарії (Захарія). Закарія просив Аллаха дарувати йому сина, незважаючи на те, що він старий, а дружина його безплідна. Потім в сурі розповідається про благочестиву Мар'ям і про те, як вона народила Ісу (Ісуса Христа). У сурі наводиться історія Ібрагіма (Авраама) який закликав свого батька до єдинобожжя і зречення від язичницького ідолопоклонства, а також розповідається про бесіди між ними про ідолів і про спокуси від шайтана. У цій сурі вказується на пророків з потомства Ібрагіма, тобто Ісмаїла, Ісхака (Ісаака). Далі наводиться історія Ідріса.

## Галерея

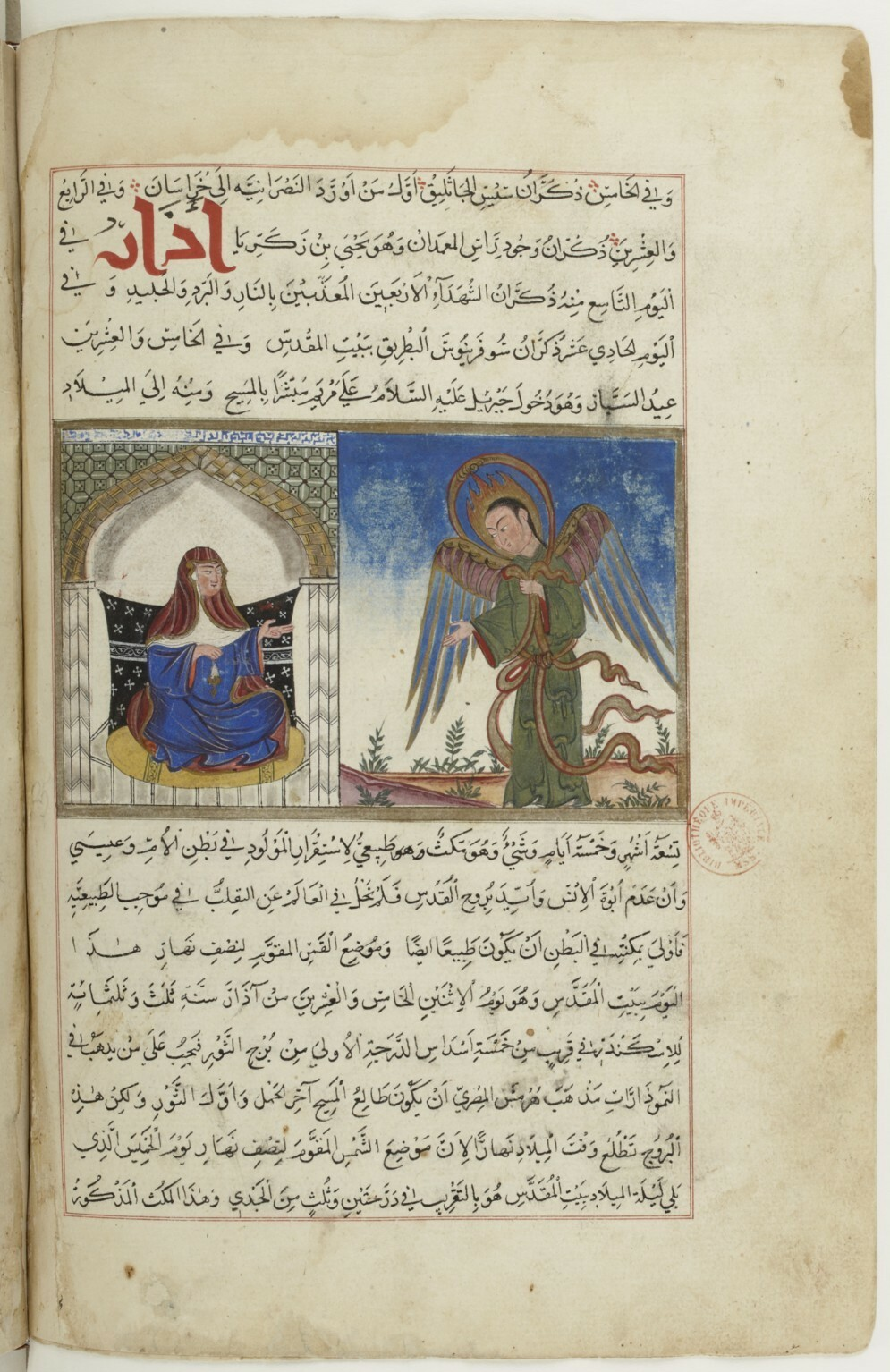
Благовіщення Мар'ям (написи арабською)
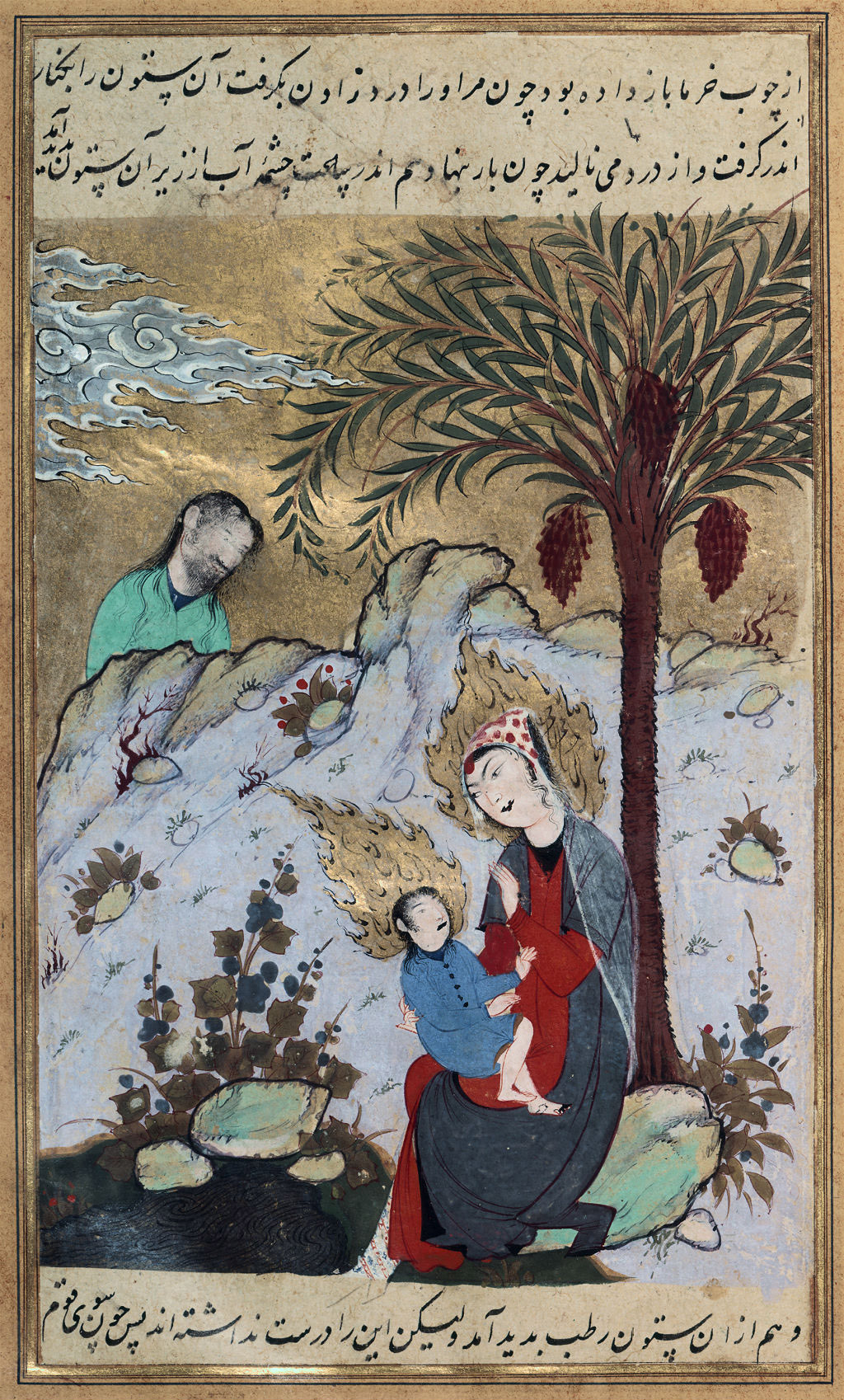
«Мар'ям та Іса під фініковим деревом» (угорі напис арабською, XX ст.)
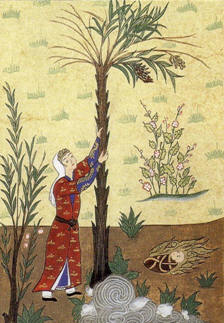
Діва Марія харчується плодами пальми за описом Корану (Туреччина, XVI ст.)
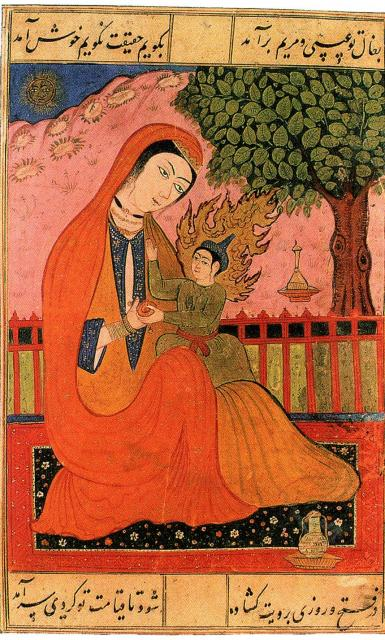
у перській мініатюрі «Мар'ям та Іса»